# Eleven
Eleven er en dansk kortfilm fra 2012, der er instrueret af Asta Emilie Stuhr Andersen efter manuskript af Anna Nørskov Henriksen.

## Handling
Denne artikel mangler et handlingsreferat. Hjælp os med at skrive det.